# Environnement au Rwanda
L'environnement au Rwanda est l'environnement (ensemble des éléments - biotiques ou abiotiques - qui entourent un individu ou une espèce et dont certains contribuent directement à subvenir à ses besoins) du pays Rwanda, pays d'Afrique.

## Biodiversité du Rwanda

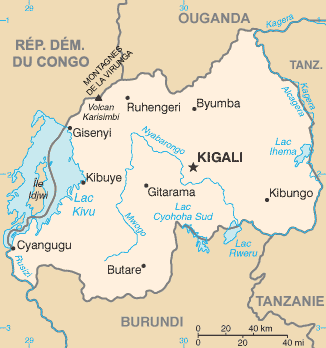
Carte du Rwanda.

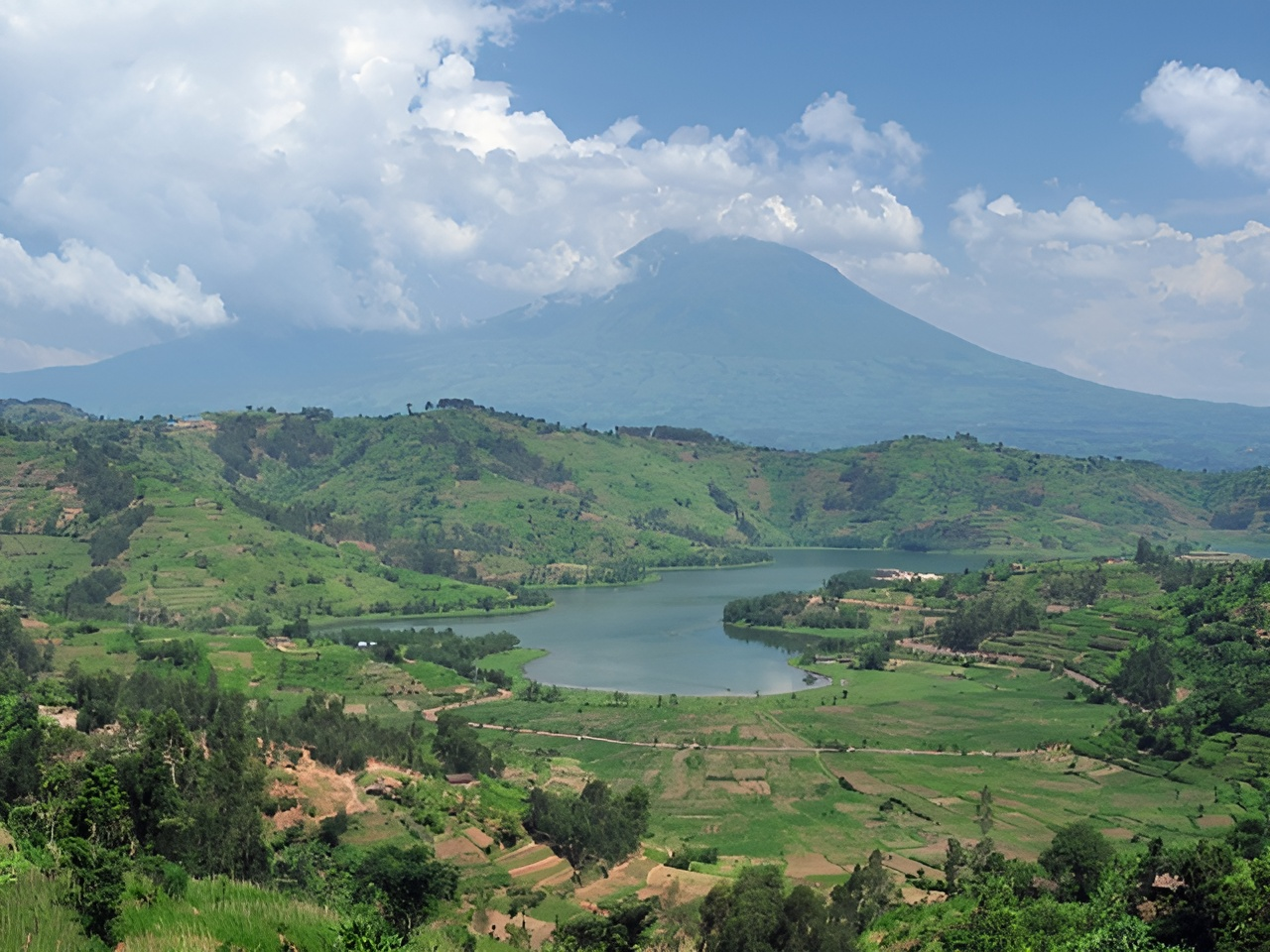
Lac et volcan dans les montagnes des Virunga.

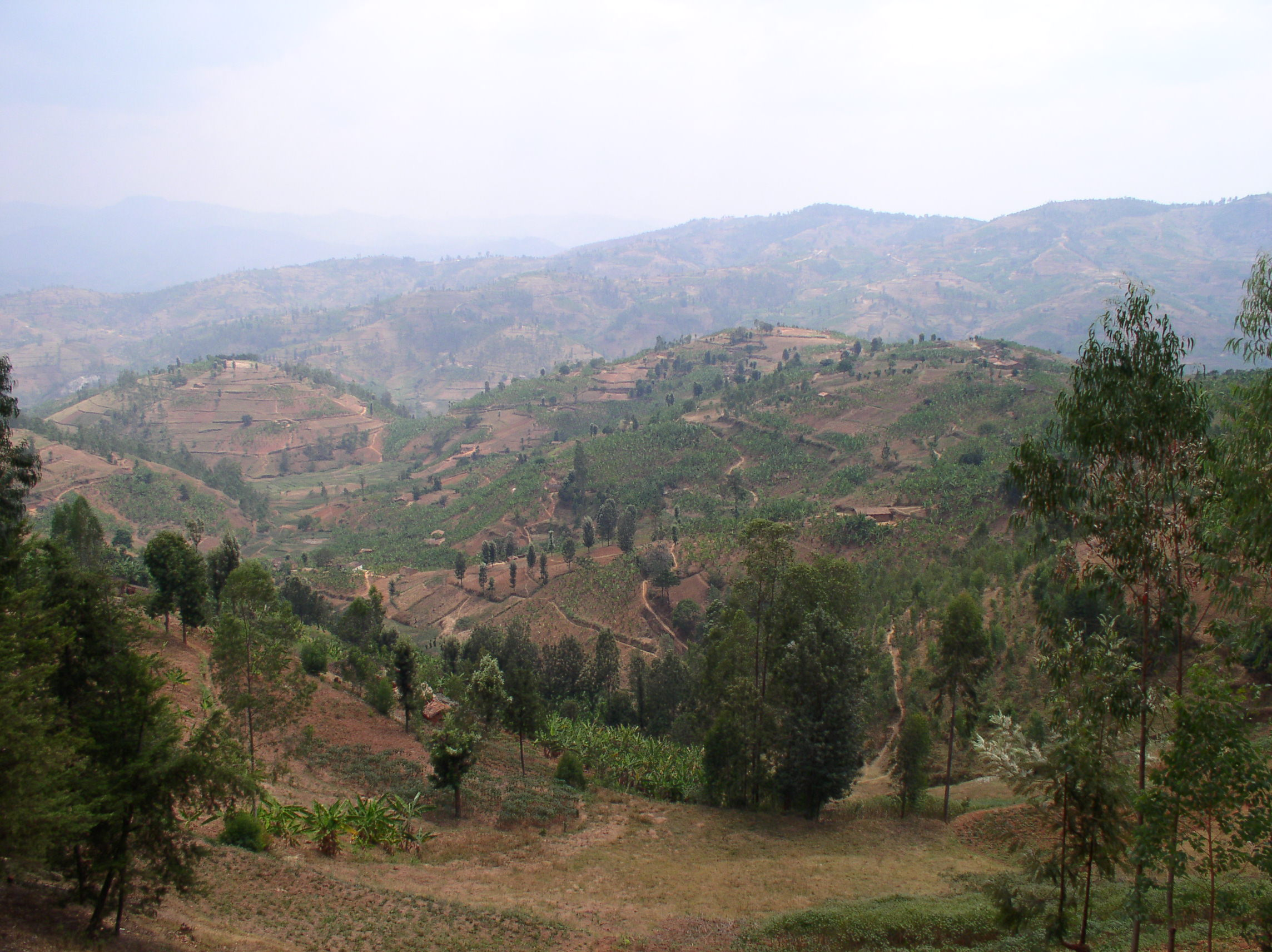
Les mille collines du Rwanda dans la région de Gitarama.

### Milieux
Appelé le « Pays des mille collines »,,,, le Rwanda est bordé au nord par une chaîne de volcans élevés (3 500 à 4 500 mètres), à l'est par les marais de l'Akagera, au sud-est par les marais du Bugesera, au sud-ouest par le massif forestier de Nyungwe, où se trouve la source du Nil, et à l'ouest par l'immense lac Kivu. Une grande partie du pays est à plus de 1 400 mètres d'altitude. 
Bien qu'étant situé juste sous l'équateur, du fait de l'altitude, le Rwanda a un climat très agréable.
Le sol est occupé à x % par la forêt.

### Faune et flore
Les montagnes du parc national des Volcans abritent ainsi une des dernières populations de gorilles sauvages.
Des populations d'éléphants, hippopotames, léopards, zèbres, antilopes sont également présentes. En 2015, deux troupes de sept et huit  lions (donnés par l'Afrique du Sud) sont réintroduites dans le parc de l'Akagera, vingt ans après leur disparition due au braconnage, aux empoisonnements par les éleveurs et à la guerre civile. Trente rhinocéros blancs sont également introduits dans ce parc fin 2021. En 2017 et 2019, 17 puis 5 rhinocéros noirs, une autre espèce, ont été réintroduits dans le même parc du Rwanda. Ils sont aujourd’hui 26.
Les montagnes de l'Ouest sont recouvertes d'une forêt composée d'eucalyptus et d'acacias. Au sud, dans la forêt primaire de Nyungwe, qui s'étend sur 970 km2, se trouvent des espèces d'arbres millénaires : près de deux cent soixante-dix essences sont représentées, dont une centaine de variétés d'orchidées.

### Espaces protégés
- Parc national des Volcans[5].
- Parc national de l'Akagera[5].
- Parc national de Nyungwe, l'une des plus grandes réserves de forêt d'altitude d'Afrique[5].

## Impacts sur les milieux naturels

### Activités humaines

#### Agriculture
Le pays ne manque ni de pluies, ni d'eau. Les forêts d'altitude (en diminution) maintiennent des réserves d'eau qui alimentent les rivières dans les périodes plus sèches (juin-août). Il arrive malgré tout qu'il y ait certaines années des périodes de sécheresse. les quatre cinquièmes de la population vivant de l'agriculture, l'accroissement rapide de la population peut mener à la surpopulation, un facteur de conflits dans plusieurs pays africains. En 2014, il ne reste pratiquement plus aucune terre en friche.
Les paysages sont très verdoyants, ondoyants, fréquemment couverts de bananeraies et les rivières abondantes. Dans les vallées et jusqu'au sommet des collines, les petites parcelles cultivées à la houe, quadrillent la campagne. La culture est notamment celle de racines (manioc, patate douce et igname). Les pois et les haricots sont également au centre de l'alimentation.
le Rwanda est le sixième au palmarès des producteurs africains de thé au début de la décennie 2010. Le pays exporte également du café.
Quelques vaches aux grandes cornes et poulets sont élevés par les habitants de façon extensive. La consommation de lait est encouragée par un programme gouvernemental initié après le génocide de 1994. En 2006, le gouvernement rwandais a mis en place le programme "Girinka" visant à ce que les familles les plus pauvres puissent obtenir une vache.
Une agriculture intensive cause néanmoins une érosion des sols.

#### Déforestation
Le pays a connu une déforestation importante.

#### Chasse, pêche et braconnage
La pêche est pratiquée dans le lac Kivu (sardines...).

#### Transports
Les grandes routes qui relient Kigali et les grandes villes de province sont en bon état ou en cours de réfection, mais les autres routes, en terre rouge ravinée, sont souvent mauvaises. Quel que soit leur état, elles ne sont jamais désertes, et témoignent, selon les mouvements de la population, de la présence des marchés. Les marchandises achetées ou vendues sont transportées dans des pick-ups japonais, sur la tête ou sur des vélos, parfois encore sur de massifs vélos en bois (igicugutu en kinyarwanda) qui semblent n'avoir pas de limite de capacité de charge. De nombreux taxis de « 18 places » transportent les gens sur de plus longues distances.

### Pression sur les ressources non renouvelables
Les ressources naturelles du territoire sont : un peu d'or, de la cassitérite (étain), de la wolframite (minerai de tungstène), du méthane (lac Kivu).
L'un des problèmes majeurs du Rwanda est celui de l'énergie. En 2018, 30 % des Rwandais sont branchés au réseau d'électricité.
La moitié de l’électricité est générée par des centrales hydroélectriques. 

### Pollutions

#### Émissions de gaz à effet de serre (GES)
Le bilan carbone du pays, avec ses 12 millions d’habitants, est équivalent à celui de la ville de Paris.

#### Pollution de l'eau

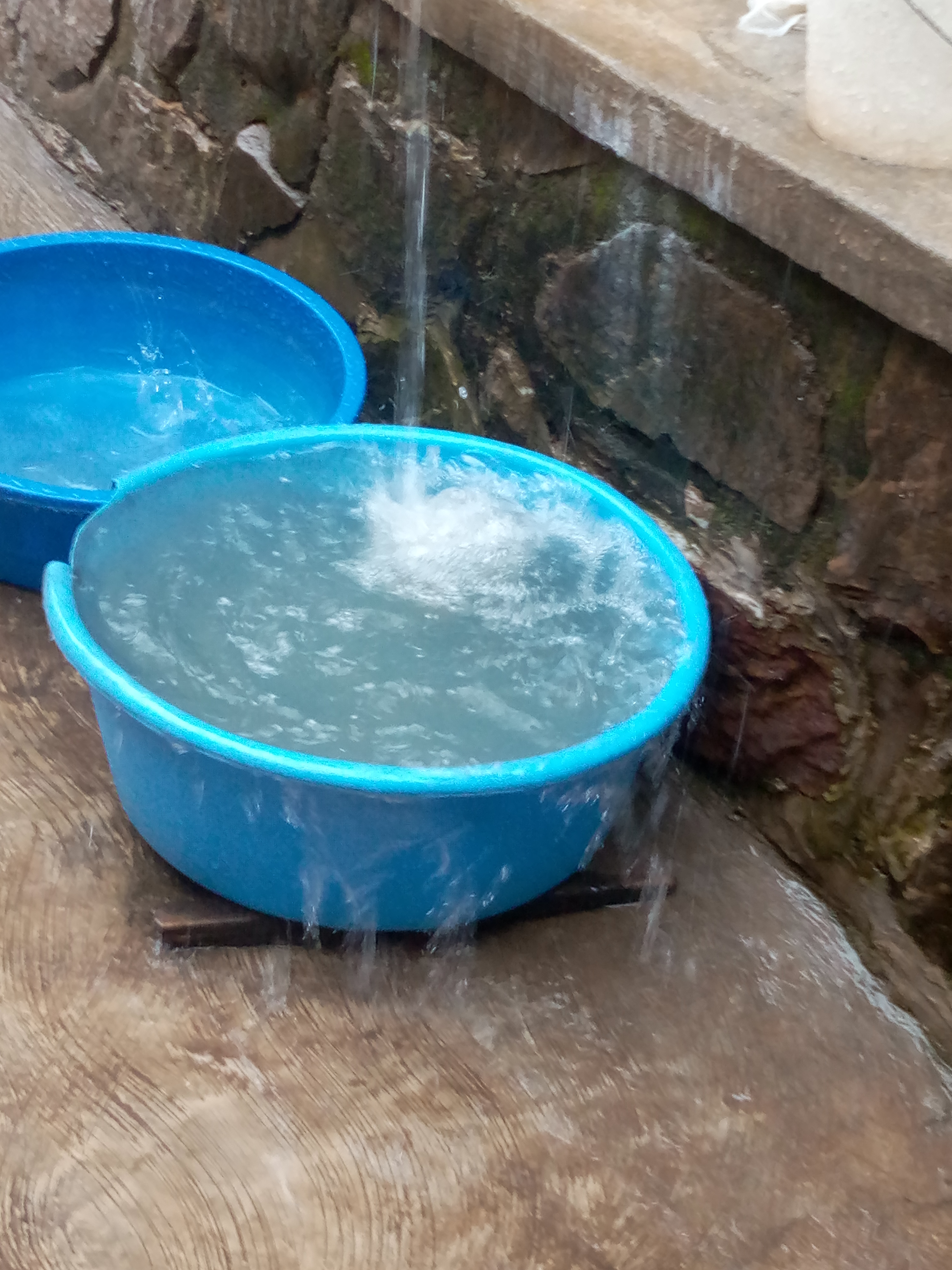
Récupération de l'eau de pluie.

L'eau courante manque à beaucoup.

#### Gestion des déchets

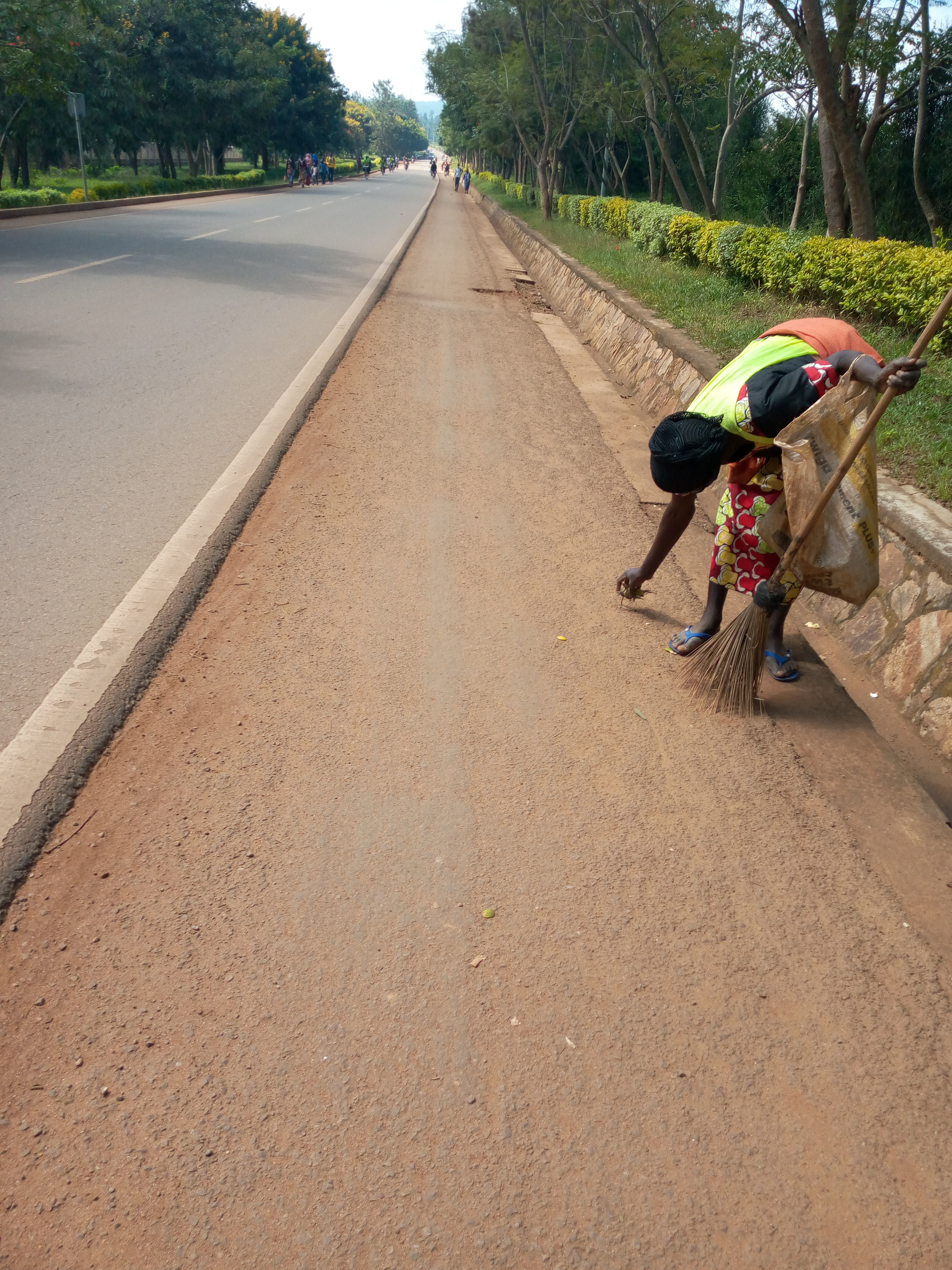
Entretien des routes.

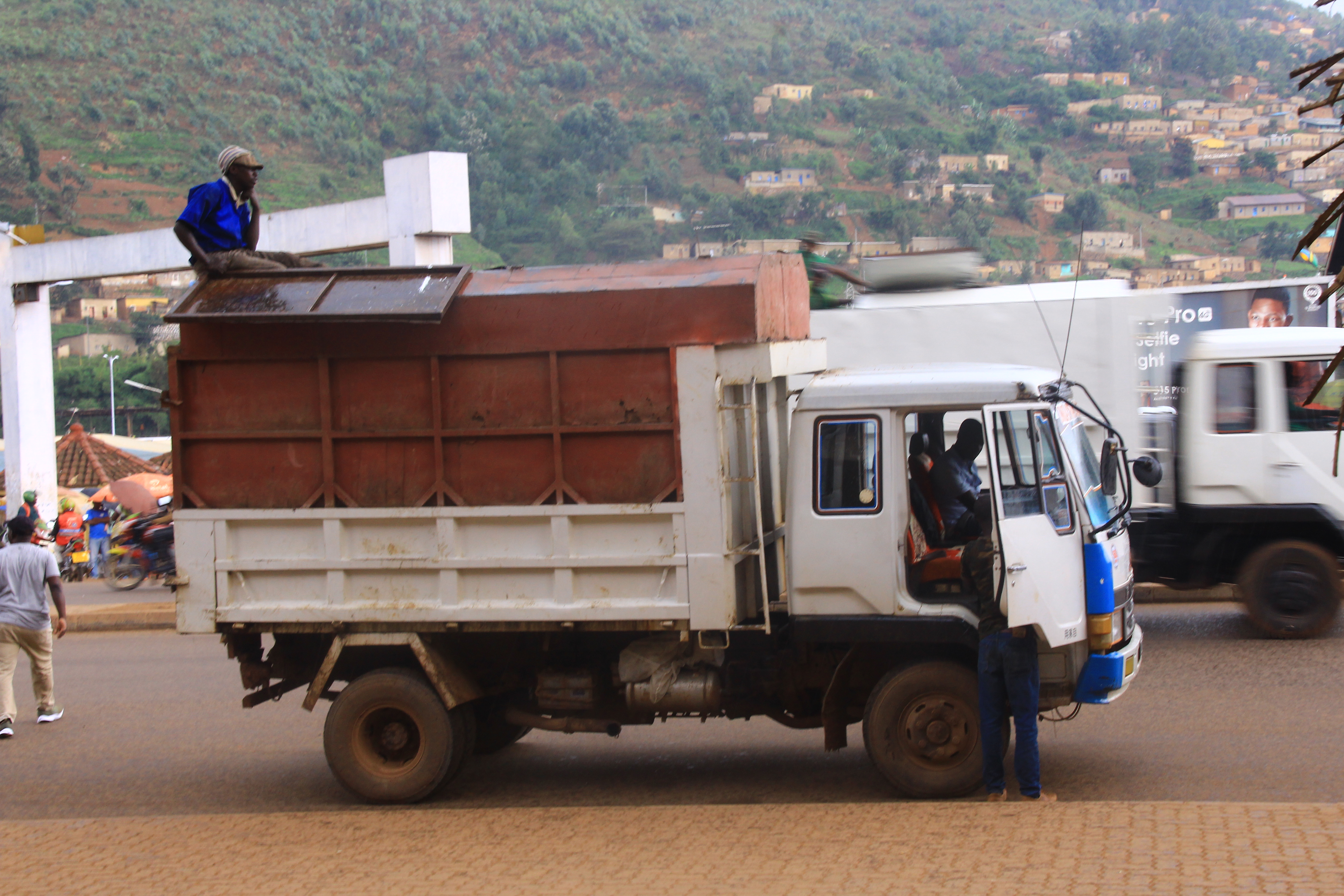
Collecte des déchets ménagers à Kigali (2020).

Un habitant d'Afrique sub-aharienne génère en moyenne 165 kg de déchets par an et par habitants en 2023 (soit nettement moins que dans les pays plus riches).
Les déchets organiques représentent 90 % des détritus au Rwanda. Sur les quelque 130 000 tonnes de déchets électroniques produits chaque année en Afrique de l’Est, seulement 20 % sont effectivement recyclés.
Depuis les années 2000, le Rwanda fait la guerre aux sacs non recyclables. Bien avant les réglementations européennes, le Rwanda a fait la chasse au plastique et au sacs en polyéthylène. L'importation, la vente et l'utilisation de ces sacs non recyclables sont prohibés et tout contrevenant s'expose à une amende et peine de prison (pouvant aller jusqu'à un an). Les commerçants contrevenants à cette règle doivent également des excuses publiques. Afin de lutter contre les déchets plastiques, véritable fléau du continent africain, le pays a également étendu cette interdiction aux bouteilles et sacs en plastique réutilisables en 2019,.
Le pays constitue également un « modèle » en termes de propreté à l'image de sa capitale Kigali considérée comme la ville la plus propre du continent africain, et reconnue comme telle par ONU Habitat qui lui décerné cette distinction pour la troisième année consécutive en 2016. Ces résultats ont été obtenus grâce à l'implication de ses habitants dans le cadre notamment de l'« Umuganda », journée de travaux communautaires d'intérêt général, obligatoire, organisée tous les derniers samedis du mois, à laquelle aucune absence non justifiée n’est tolérée sous peine d'amende pouvant aller jusqu'à cinq euros environ.

### Impacts de l'urbanisation
La population dépasse les douze millions d'habitants en 2018.
Il y a peu de villages. L'habitat est dispersé dans les collines. Les maisons sont en brique de terre ocre ou en brique cuite pour les plus cossues, toujours dans un jardin clôturé, sauf parfois en bordure de route. Les fenêtres sont grillagées. Les toits sont en tôle, parfois en tuiles.
La capitale, Kigali, est de loin la plus grande ville, avec près d'un million d'habitants.

## Exposition aux risques

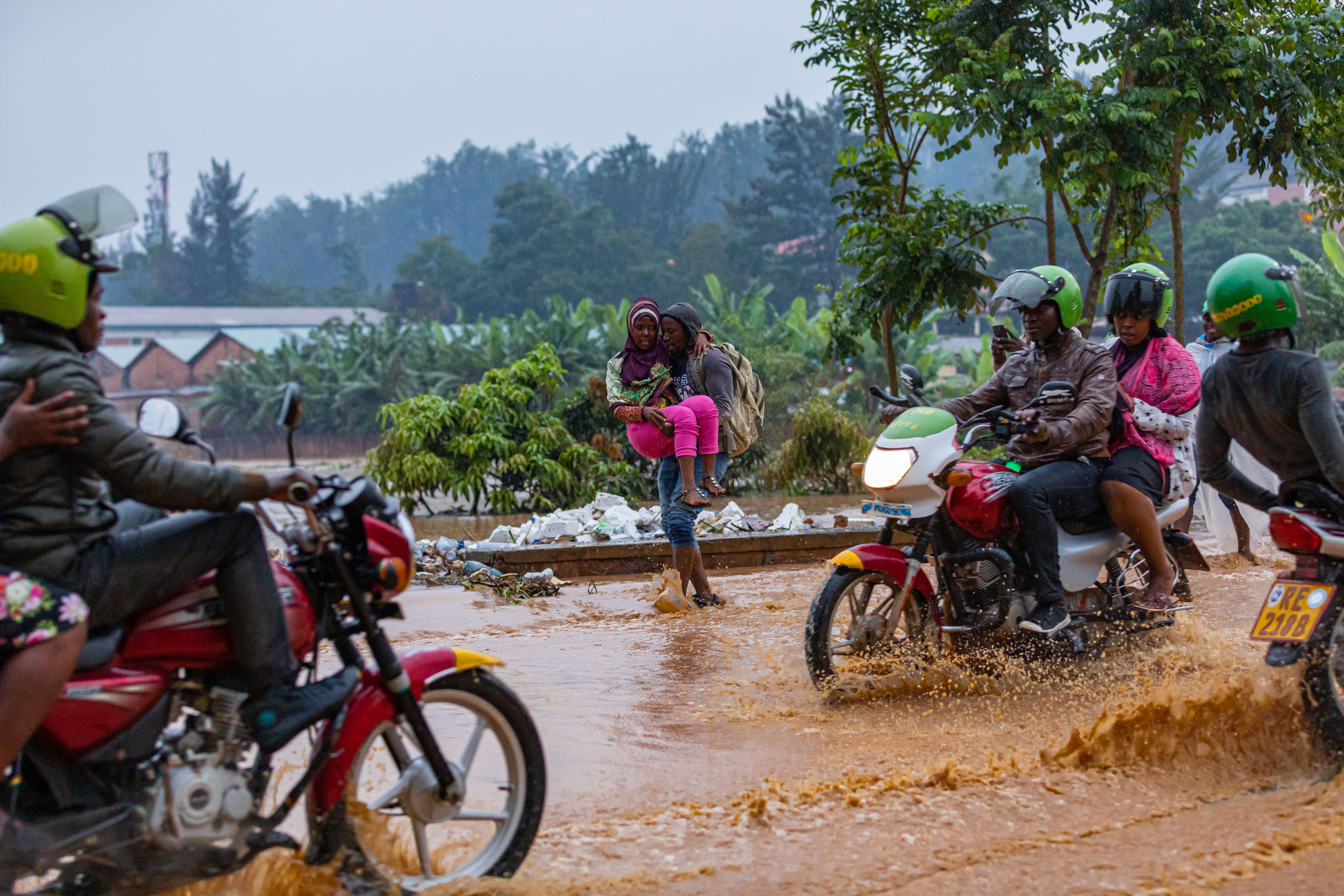
Routes inondées à Kigali (janvier 2020).

La saison des pluies expose certaines zones à des ruissellements et inondations. En mai 2020, les inondations et les glissements de terrain avaient déjà pris la vie de plus de 150 personnes depuis le début de l’année 2020. Début mai 2023, on compte à nouveau plus d'une centaine de victimes dans les provinces du Nord et de l’Ouest, à la suite de fortes pluies ayant provoqué des inondations, des coulées de boue et des glissements de terrain.

## Politique environnementale au Rwanda

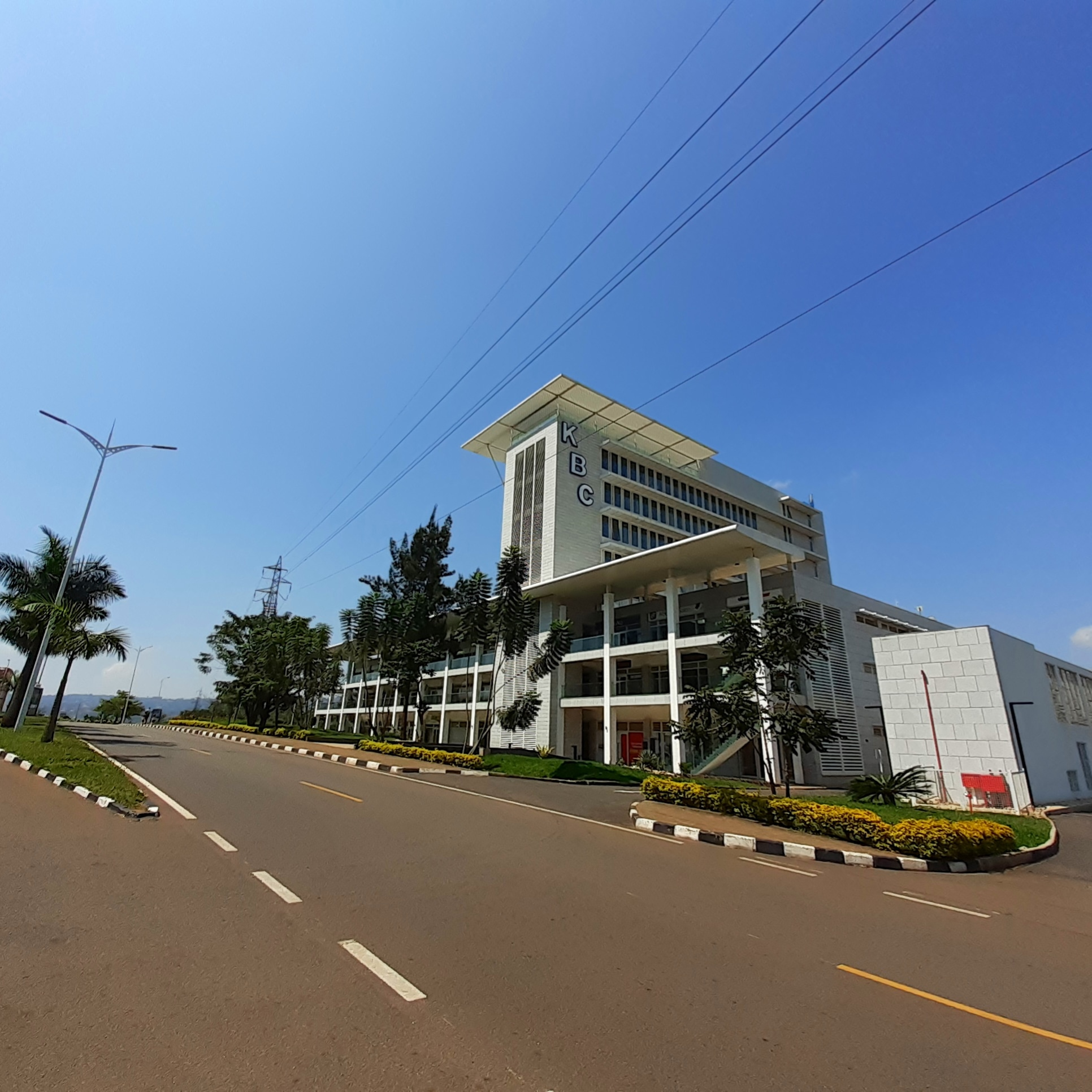
Kigali se veut la « meilleure ville d'Afrique pour la préservation de l'environnement ».

### Accords internationaux

#### Accord de Paris sur le climat
En mai 2020, le Rwanda est le premier pays sur 190 signataires a remplir l'objectif de déposer sa deuxième contribution à l'accord de Paris. Le gouvernement annonce son ambition de réduire de 38 % les émissions de gaz à effet de serre du pays d’ici 2030 par rapport au scénario jusqu’alors anticipé. Le coût est estimé à dix milliards d'euros, qui peuvent être pris en charge pour moitié par le pays. Depuis 2015, un travail de fond a été mené pour que le pays et l’ensemble des administrations s’approprient l’enjeu climatique.

### Politique nationale
En 2020, la ministre de l’environnement est Jeanne d’Arc Mujawamariya. Le gouvernement a lancé une campagne ambitieuse pour préserver le peu de forêts subsistant au Rwanda[Quand ?].

### Actions individuelles, Associations et ONG
La primatologue Diane Fossey a rendu célèbres les dernières populations de gorilles sauvages. Jaqueline Mukarukondo, fondatrice de la start-up Wastezon qui aide à recycler les objets électroniques, a été distinguée en 2020 par le prix Margaret récompensant la créativité de femmes actives dans le digital. À ce jour, la start-up a permis le recyclage de plus de quatre cents tonnes de déchets électroniques, vendus par environ 150 foyers et entreprises. De nombreux projets pilotes des coopérations allemande et belge, notamment, aident le pays en matière d'agroforesterie.